# Tony Sanneh
Anthony "Tony" Sanneh (Saint Paul, 1971. június 1. – ) amerikai válogatott labdarúgó.

## Pályafutása

### Klubcsapatban
Saint Paulban született Minnesotában gambiai apától és amerikai anyától. Futballozni középiskolásként kezdett. 1994-ben a Milwaukee Rampage csapatában kezdte a pályafutását. 1994 és 1996 között a Minnesota Thunder játékosa volt, mellette párhuzamosan teremben is játszott.
1996-ban a D.C. United szerződtette, mellyel 1996-ban és 1997-ben megnyerte az MLS-t, 1998-ban a CONCACAF-bajnokok ligáját, illetve a Copa Interamericanát.
1999-ben Németországba igazolt a Hertha BSC-hez, ahol három évig játszott. 2001 és 2004 között a Nürnberg együttesében szerepelt. Ezt követően évente váltott klubot: 2004-ben a Columbus Crew, 2005-ben és 2006-ban a Chicago Fire, 2007-ben a Minnesota Thunder, illetve a Colorado Rapids játékosa volt. 2009-ben fejezte be a pályafutását a Los Angeles Galaxy játékosaként.

### A válogatottban
1997 és 2005 között 43 alkalommal szerepelt az Egyesült Államok válogatottjában és 3 gólt szerzett. 1997 január 29-én egy Kína elleni mérkőzésen mutatkozott be a nemzeti csapatban, de az 1998-as világbajnokságra utazó keretből kimaradt.
A 2002-es világbajnokságon viszont alapembernek számított és valamennyi mérkőzést végigjátszotta. Emlékezetes a Portugália elleni mérkőzésen a Brian McBride-nak adott gólpassza, amivel 3–0-ra vezettek, végül pedig 3–2-re győztek az amerikaiak. A világbajnokságot követően sérülések miatt kevés lehetőséget kapott a válogatottnál.
A 2005-ös CONCACAF-aranykupán kezdő volt a Kuba és a Costa Rica elleni csoportmérkőzéseken. A tornát végül megnyerték az amerikaiak.

## Sikerei
D.C. United
- MLS-győztes (2): 1997, 1999
- U.S. Open Cup (1): 1996
- CONCACAF-bajnokok ligája (1): 1998
- Copa Interamericana (1): 1998

Chicago Fire
- U.S. Open Cup (1): 2006

Egyesült Államok
- CONCACAF-aranykupa győztes (1): 2005

## Külső hivatkozások
- Tony Sanneh – a FIFA adatbázisában
- Tony Sanneh adatlapja a National-Football-Teams.com oldalon (angolul)

- Tony Sanneh adatlapja a worldfootball.net oldalon (angolul)
- Tony Sanneh (angol, francia, spanyol nyelven). FootballDatabase.eu